# Soloäventyr
Ett soloäventyr, även kallat solitärrollspel, solospel eller i bokform bokspel eller spelbok är en rollspelsliknande berättelse där läsaren allt eftersom berättelsen fortskrider ställs inför olika val som kan leda berättelsen åt olika håll. Vanligtvis är berättelsen skriven i du-form och alltså talar till läsaren som iklär sig rollen av hjälten.
Den vanligaste formen av soloäventyr är i bokform där texten är uppdelad i numrerade stycken. Vid slutet av varje stycke finns en hänvisning till nästa stycke eller en valsituation där läsningen ska fortsätta med olika stycken beroende på vilket val som görs. Soloäventyr lämpar sig bra för publicering i hypertextsystem som till exempel World Wide Web eftersom styckenumreringarna och hänvisningarna kan ersättas av hyperlänkar.
Mer avancerade soloäventyr innehåller regelsystem för till exempel rollpersonens egenskaper, strid eller magi beroende på vilken miljö äventyren utspelar sig i. För att spela dessa spel behövs ofta bara papper, penna och eventuellt någon tärning.
Under 1980-talet hade soloäventyren i bokform sin storhetstid då det producerades en mängd sådana som utspelades i olika miljöer. Den största och absolut mest kända serie var Fighting Fantasy av Ian Livingstone och Steve Jackson, sammanlagt 59 spelböcker publicerades mellan åren 1982 och 1995 och när serien lades ner hade Fighting Fantasy-böckerna sålt sammanlagt över 15 miljoner exemplar översatta till 23 olika språk. I Sverige gavs dock endast de sex första bokspelen ut på svenska av Rabén och Sjögren åren 1985-1986. Flera av Fighting Fantasy-böckerna blev datorspel under 1980-talet till bland annat Commodore 64 och ZX Spectrum samt att boken Deathtrap Dungeon (Fasans Labyrint) blev ett datorspel 1998.
År 2003 beslutade det brittiska förlaget Wizard Books att nytrycka Fighting Fantasy-böckerna och detta blev en försäljningssuccé i USA och Storbritannien. Ett tjugotal av de gamla böckerna har släppts med nya omslag och ny layout och dessutom har två nya böcker skrivits varav den ena är den omtalade "60:e boken" som skrevs 1995 men som aldrig publicerades.
Förlaget Äventyrsspel översatte och utgav en mängd soloäventyr mellan åren 1985 och 1990. Bland de mest kända är fantasyserien om Ensamma Vargen av Joe Dever och Gary Chalk och science fictionserien Falken av Mark Smith och Jamie Thompson.

## Soloäventyrsserier i urval
- Choose your own adventure
- Ensamma Vargen
- Falken
- Fighting Fantasy